# Palácio de Congressos e Auditório Kursaal

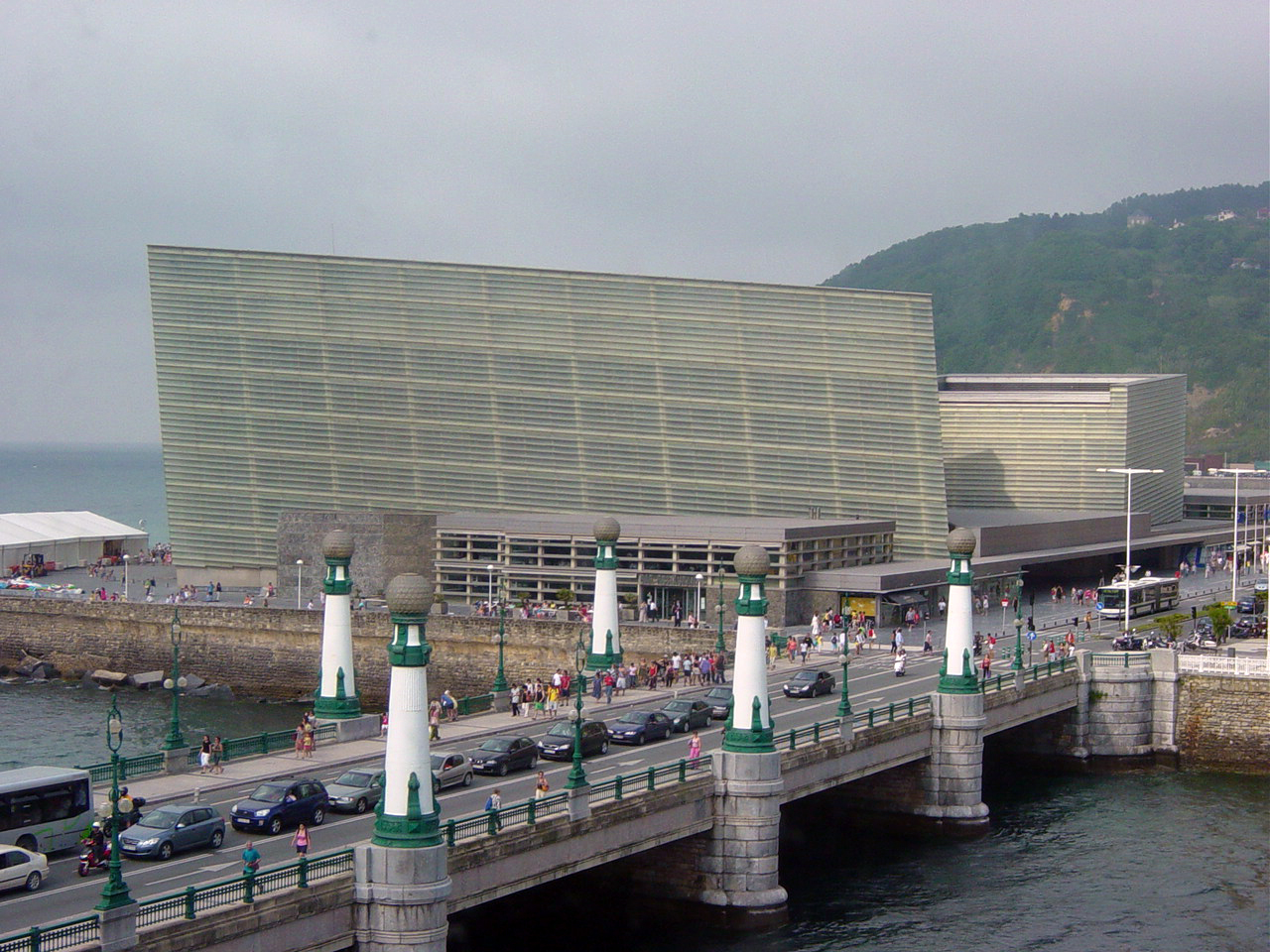
Palácio de Congressos e Auditório Kursaal

O Palácio de Congressos e Auditório Kursaal é um complexo arquitectónico constituído de um grande auditório, uma grande sala de câmara, salas polivalentes e salas de exposições projectado por Rafael Moneo  e situado em San Sebastián (País Basco, Espanha). Foi inaugurado em 1999, e é, desde então, a sede principal do Festival de Cinema de San Sebastián.
1. ↑  «Rafael Moneo recebe Leão de Ouro na Bienal de Veneza 2021 - Revista PROJETO». Revista PROJETO. 28 de abril de 2021. Consultado em 27 de julho de 2025